# Seloner

Baltiska stammar cirka 1200.

Seloner var ett historiskt baltisktalande folk, bosattt i nuvarande sydvästra Lettland och nordöstra Litauen. 
De är bekräftade i området sedan 600-talet. Deras kultur beskrivs som nästan identisk med lettgallernas. De var en liten stam, och deras område beskrivs som glesbefolkat. 
Svärdsriddarorden besegrade stammen 1207. Detta skedde sedan dess fort använts som bas för litauernas infall mot korsriddarna i området under det livländska korståget, och befolkningen tvingades konvertera. 